# David Boyle (9e comte de Glasgow)
David William Maurice Boyle, 9e comte de Glasgow, (24 juillet 1910 - 8 juin 1984), est un noble britannique et un officier de la Royal Navy. Il est chef du nom et des armes de Boyle.

## Carrière navale
Il est le fils de Patrick Boyle (8e comte de Glasgow). Formé au Collège d'Eton, Boyle entre dans la Royal Navy et combat pendant la Seconde Guerre mondiale au cours de laquelle il reçoit la Distinguished Service Cross. À la fin de la guerre, il atteint le grade de commandant et commande la Black SwanBlack Swan sloop HMS Actaeon. Promu capitaine en 1952, il est capitaine de la flotte, Home Fleet, en mars 1957, Commodore, Royal Naval Barracks, Portsmouth, en septembre 1959 et Flag Officer, Malte, en juillet 1961. Il prend sa retraite en 1963 en tant que contre-amiral .

## Famille
En 1937, il épouse Dorothea Lyle (1914-2006) et a trois enfants avec elle:
- Patrick Boyle (10e comte de Glasgow)
- Sarah Dorothea Boyle
- Nichola Jane Eleanora Boyle

Il divorce de sa première femme en 1962 et se remarie la même année à Ursula Vanda Maud Vivian (1912–1984), fille du 4e Lord Vivian.